# Lesław Ćmikiewicz
Lesław Ćmikiewicz (Breslavia, 3 maggio 1947) è un ex calciatore e allenatore di calcio polacco, di ruolo centrocampista.

## Carriera
Con la Nazionale polacca ha preso parte ai Mondiali 1974, chiusi al terzo posto.

## Palmarès

### Calcio

#### Giocatore

##### Club
- Coppa di Polonia: 2

Legia Varsavia: 1972-1973, 1979-1980

##### Nazionale
- Oro olimpico: 1

Monaco di Baviera 1972
- Argento olimpico: 1

Montréal 1976